# Papsluis

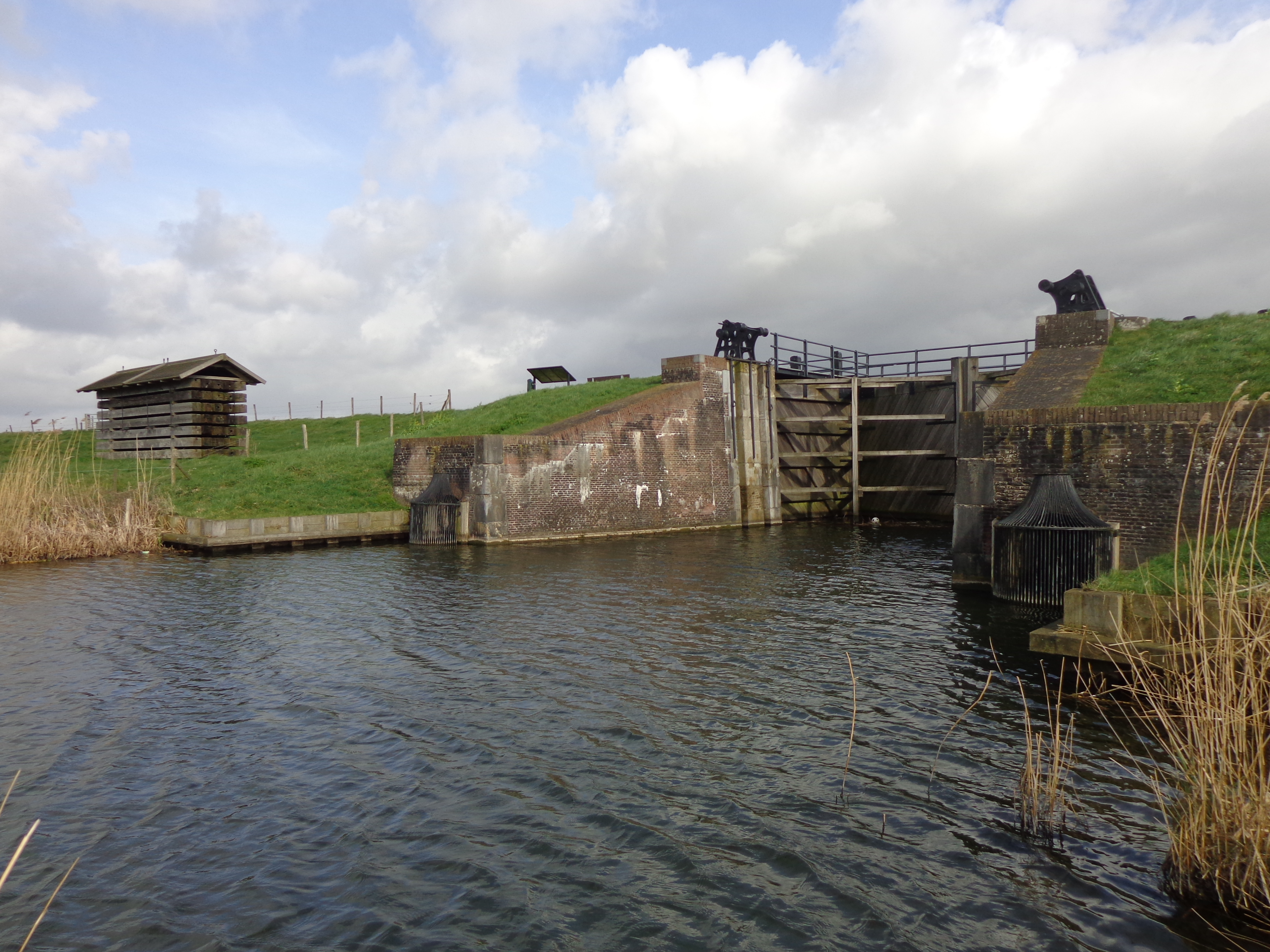
De Papsluis met geheel links het schottenbalkhuis en bij de sluis ijzeren korven om groot vuil uit het omloopriool te houden.

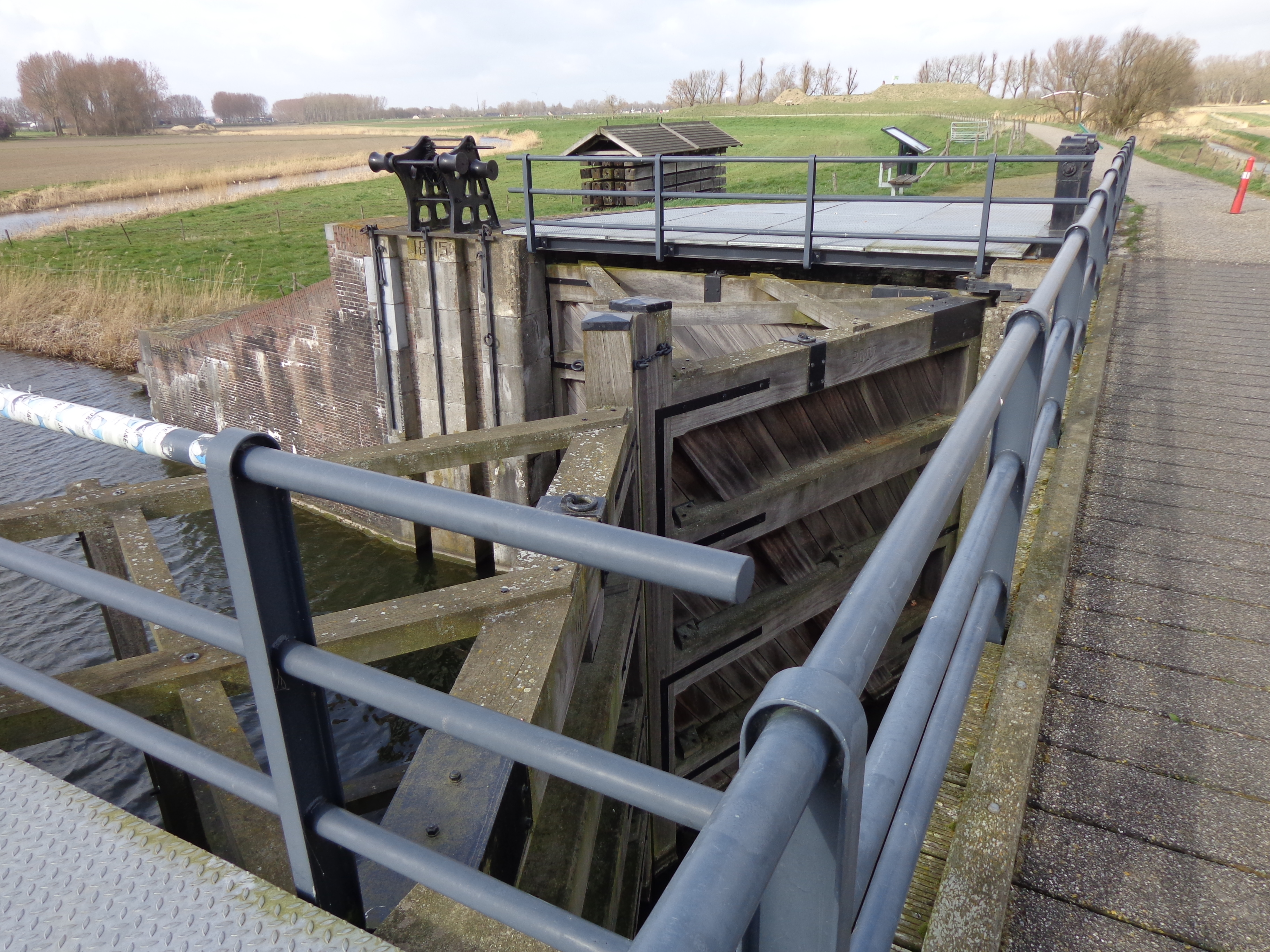
De papsluis vanaf de weg en op de achtergrond het Werk aan de Bakkerskil.

De Papsluis is een waaiersluis en maakt onderdeel uit van de Nieuwe Hollandse Waterlinie. Het is de meest zuidelijk gelegen inundatiesluis en ligt in de dijk aan de Bakkerskil. Het werd gebruikt om het achterliggende gebied, vooral de Uppelse polder, in geval van een aanval onder water te zetten.
De sluis ligt ten noordnoordwesten van de plaats Nieuwendijk in de Schenkeldijk, een smalle toegangsweg naar het Fort Bakkerskil, die verder voerde naar Werkendam. Het fort kwam in 1878 gereed en kreeg mede als taak de verdediging van de sluis. De sluis ligt op zo'n 250 meter ten zuiden van het fort. Voor het gereedkomen van het fort werd de sluis beschermd door een batterij. De batterij werd in 1847 aangelegd en afgebroken na de bouw van het fort.
De Papsluis is een waaiersluis met als voornaamste eigenschap, dat de deuren tegen de waterdruk in geopend en gesloten kunnen worden. De sluis voorkwam dat het water van de Bakkerskil ongecontroleerd de polder instroomde. Het werk werd omstreeks 1815 opgeleverd, dit jaartal is aan de binnenzijde van de sluis in steen uitgehakt. De sluis bestaat uit twee gemetselde sluiswanden, voorzien van binnen- en buitenvleugels en twee waaierdeuren. In de sluiswanden zijn omloopkanalen uitgespaard die het binnen- en buitenwater verbinden met de achterzijde van de waaierkas. Elk omloopkanaal is voorzien van een schuif die met de hand geopend of gesloten kan worden.
Voor de renovatie van 2007 had de sluis twee ijzeren waaierdeuren met een vakwerkconstructie. Aan beide zijden kan de sluis door middel van twee houten schotbalkdeuren in hardstenen sponningen worden afgesloten. De schotbalken werden neergelegd en opgehaald met een gietijzeren windwerk met tandwielen. In vermoedelijk 1878 zijn de houten deuren vervangen door ijzeren.
De Papsluis is na de restauratie in 2007 relatief gaaf. De deuren zijn weer van hout. De inundatiefunctie is geheel verdwenen. De Bakkerskil is verzand en later afgedamd. Door de aanleg van polders is van de brede Bakkerskil weinig overgebleven. De sluis staat nog wel in verbinding met de Bakkerskil, maar is aan de kant van de Uppelse polder afgedamd. Het Waterliniepad loopt over de weg over de sluis.
In februari 2022 is er, in opdracht van het Waterschap Rivierenland, een vispassage aangelegd om de vissen de mogelijkheid te geven om van het oostelijke deel naar het westelijke deel te kunnen laten zwemmen.